# Lianglu (socken i Kina, lat 31,05, long 106,31)
Lianglu (kinesiska: 两路乡, 两路) är en socken i Kina. Den ligger i provinsen Sichuan, i den sydvästra delen av landet, omkring 220 kilometer öster om provinshuvudstaden Chengdu.
Genomsnittlig årsnederbörd är 1 418 millimeter. Den regnigaste månaden är juli, med i genomsnitt 272 mm nederbörd, och den torraste är december, med 6 mm nederbörd.